# Memecylon isaloense
Memecylon isaloense är en tvåhjärtbladig växtart som beskrevs av Jacq.-fel.. Memecylon isaloense ingår i släktet Memecylon och familjen Melastomataceae.
Artens utbredningsområde är Madagaskar. Inga underarter finns listade i Catalogue of Life.